# Niklas Hallman
Niklas Hallman, ursprungligen Svensson, född 22 september 1975 i Jönköping, är en svensk kristen sångare, låtskrivare och pingstpastor.  
Niklas Hallmans skivor, som mest riktat sig till familjer, har fått stort genomslag i landets frikyrkor. Han har skrivit ett antal låtar tillsammans med Jon-Anders Marthinussen. Den senast utgivna skivan Ett mästerverk kom ut försommaren 2012.
Tillsammans med dåvarande hustrun Patricia Hallman (född 1974) var Niklas Hallman nationell ledare för organisationen Kings Kids till 2008, då han i stället blev pastor i Gränna pingstförsamling. Under flera år har han varit lovsångsledare och sångare vid Pingströrelsens årliga konferens Nyhemsveckan.

## Diskografi i urval
- 1999 – Inga andra Gudar
- 2001 – Hopp
- 2003 – Se
- 2007 – Smyckad
- 2011 – Om min Jesus
- 2012 – Ett mästerverk